# Sangiano
Sangiano je italská obec v provincii Varese v oblasti Lombardie.
K 31. prosinci 2011 zde žilo 1 563 obyvatel.

## Sousední obce
Caravate, Laveno-Mombello, Leggiuno